# Kurt Lang (Soziologe)
Kurt Lang (* 25. Januar 1924 in Berlin; † 1. Mai 2019 in Cambridge, Massachusetts) war ein US-amerikanischer Soziologe und Kommunikationswissenschaftler deutscher Herkunft.

## Leben und Wirken
Kurt Lang kam durch die Emigration seiner Familie 1936 in die USA. Während des Zweiten Weltkriegs war er als Soldat der U.S. Army im Einsatz in Europa und war bis 1947 in Deutschland bei dem von der amerikanischen Militärregierung durchgeführten Entnazifizierungsprozeß tätig. Ab 1947 studierte er dann an der University of Chicago Soziologie und Kommunikationswissenschaft, stark geprägt durch die Chicagoer Schule der amerikanischen Soziologie. Nach dem Bachelorexamen (1949) und der Magisterprüfung (1952) promovierte er zum Ph.D. im Jahre 1953. Anschließend war er zunächst als wissenschaftlicher Assistent an der University of Miami tätig und arbeitete für die Canadian Broadcasting Corporation in Ottawa. Es folgten außerordentliche Professuren an der University of California at Berkeley und der City University of New York. Seit 1964 hatte Lang eine Professur für Soziologie an der Stony Brook University in New York. Er beschäftigte sich in seinen Veröffentlichungen vor allem mit den Einflüssen des Fernsehens auf die Politik.
Kurt Lang war mit der Soziologin und Kommunikationswissenschaftlerin Gladys Engel Lang (1919–2016) verheiratet.

## Veröffentlichungen (Auswahl)
- (mit Gladys Engel Lang): Collective dynamics. Crowell, New York 1961.
- (mit Gladys Engel Lang): Voting and nonvoting. Implications of broadcasting, returns before polls are closed. Blaisdell Publ., Waltham, Mass. 1968.
- (mit Gladys Engel Lang): Politics and television. Quadrangle Books, Chicago 1968.
- Military institutions and the sociology of war. A review of the literature with annotated bibliography (= Sage series on armed forces and society, Bd. 3). Sage, Beverly Hills 1972, ISBN 0-8039-0120-8.
- (mit Gladys Engel Lang): The unique perspective of television and its effect. In: Wilbur Schramm (Hrsg.): The process and effects of mass communication. 2. Aufl. University of Illinois Press, Urbana 1972, S. 168–188, ISBN 0-252-00197-4.
- (mit Gladys Engel Lang): MacArthur Day in Chicago. Die Einseitigkeit des Fernsehens und ihre Wirkungen. In: Jörg Aufermann (Hrsg.): Gesellschaftliche Kommunikation und Information. Bd. 2. Athenäum Verlag, Frankfurt/M. 1973, S. 498–525, ISBN 3-8072-4022-5.
- (mit Gladys Engel Lang): The battle for public opinion. The president, the press, and the polls during Watergate. Columbia University Press, New York 1983, ISBN 0-231-05548-X.
- (mit Gladys Engel Lang): Politics and television re-viewed. Sage, Beverly Hills 1984, ISBN 0-8039-2345-7 (bearb. Ausgabe u.d.T.: Television and politics. Transaction Publishers, New Brunswick, NJ 2002, ISBN 0-7658-0889-7).
- (mit Gladys Engel Lang): Etched in memory. The building and survival of artistic reputation. The University of North Carolina Press, Chapel Hill 1990, ISBN 0-8078-1908-5.